# Багате (Ізмаїльський район)
Бага́те (в 1806—1947 — Долукьой (Дулукей, Долукей, Долукой, Долукіой, Долакой; з тур. Ölü Köy)) — село Саф'янівської сільської громади в Ізмаїльському районі Одеської області України. Населення становить 3977 осіб.
У селі дуже велика болгарська община.
Поблизу Багатого розташований ландшафтний заказник місцевого значення «Лунг».

## Історія
У серпні 2014, у рамках політики декомунізації України і в пам'ять про жертв голодомору 1946—1947, в селі повалено пам'ятник Леніну.
12 червня 2020 року, відповідно до Розпорядження Кабінету Міністрів України від № 724-р «Про визначення адміністративних центрів та затвердження територій територіальних громад Одеської області», увійшло до складу Саф'янівської сільської територіальної громади.
19 липня 2020 року, в результаті адміністративно-територіальної реформи і ліквідації Ізмаїльського (1940  – 2020) району, село увійшло до складу новоутвореного Ізмаїльського району.

## Населення
Згідно з переписом 1989 року населення села становило 4149 осіб, з яких 2006 чоловіків та 2143 жінки.
За переписом населення 2001 року в селі мешкали 3974 особи.

### Мова
Розподіл населення за рідною мовою за даними перепису 2001 року:
| Мова       | Відсоток |
| ---------- | -------- |
| болгарська | 74,93 %  |
| молдовська | 11,04 %  |
| російська  | 8,32 %   |
| українська | 5,03 %   |
| гагаузька  | 0,3 %    |
| білоруська | 0,03 %   |
| румунська  | 0,03 %   |

## Спорт
«Дунай» — любительський футбольний клуб із села Багате. Учасник чемпіонату Одеської області з футболу 2011. Виступає на стадіоні «Дунай».
Футбольну команду «Дунай» створено 1957 року під керівництвом тренера Федора Картеляна, але вона провела тільки один турнір в районному центрі Ізмаїлі й припинила існування. Відновлена 1960 року під керівництвом тренера Степана Дукова. У 1968 році колектив виграв Кубок Ізмаїльського району, у 1970 — кубок «Чемпіон району». Хлопці 1989—1990 р.н. у 2002 році посіли 2-ге місце в чемпіонаті області в турнірі «Шкіряний м'яч». З 1991 року клуб «Дунай» 12 разів вигравала Кубок Ізмаїльського району і 14 разів здобувала Кубок чемпіонів району.
Команда грає на стадіоні «Дунай». На цій арені професіональний клуб «СКАД-Ялпуг» Болград проводив деякі ігри чемпіонату України серед аматорів, а також у рамках першого попереднього етапу Кубка України 2010/11 приймав «Скалу» Стрий (1:2).

## Видатні земляки

### Нагороджені орденами
орденом Леніна:
- Терпан Дмитро Володимирович
- Шишман Василь Семенович
- Миколаєва Марія Георгієвна
- Владинов Михайло Олексійович

Жовтневої революції:
- Греков Іван Георгійович
- Греков Павло Іванович
- Терпан Дмитро Володимирович

Червоного прапору Праці:
- Арнаут Єфим Петрович
- Білокінь Юрій Федорович
- Станкова Марія Філіповна
- Карталян Микола Іванович
- Картелян Іван Дмитрович
- Куцарь Федір Георгійович
- Переверза Федір Георгієвич

Знак Пошани:
- Димова Наталя Петрівна
- Делі Єфим Яковлевич
- Переверза Іван Георгієвич
- Греков Георгій Іваночив
- Білокінь Юрій Федоровчи
- Арнаут Єфим Семенович
- Владинов Михайло Олексійович

За трудову доблесть:
- Градинар Михайло Яковлеич
- Делі Єфим Якович
- Димова Наталя Петрівня
- Мунтян Іван Дмитрович
- Мунтян Дмитро

Орден слави ІІІ ступеня:
- Стойков Яків Федорович.
- Дамаскін Іван Яковлевич

### Довгожителі
Однією з найстарших в селі є довгожителька Ганна Грекова. Вона народилася в 1911 році. В її сім'ї було 18 дітей, з яких вижило лише шість.
Івану Безрукову 21 січня 2014 року виповнилося 95 років.